# Rano Raraku
Rano Raraku o Silla de San Carlos es un cráter volcánico formado a partir de ceniza consolidada ubicado en la isla de Pascua.

## Ubicación
Se localiza en la isla de Pascua (Chile), más específicamente hacia el este, cerca de la costa sur. Este volcán (antiguamente conocido como Maunga Eo) contiene una laguna en su interior. El volcán posee una relevancia histórica para la isla, ya que en sus laderas, tanto interiores como exteriores, se tallaban los moáis.
La laguna del Rano Raraku está ubicada en el interior del volcán, es de agua dulce y tiene tres metros de profundidad máxima. En sus márgenes crece abundante vegetación, principalmente juncos de totora. El estudio del contenido polínico de los sedimentos acumulados en el fondo de la laguna, proporciona información valiosa sobre los periodos de deforestación de la isla.

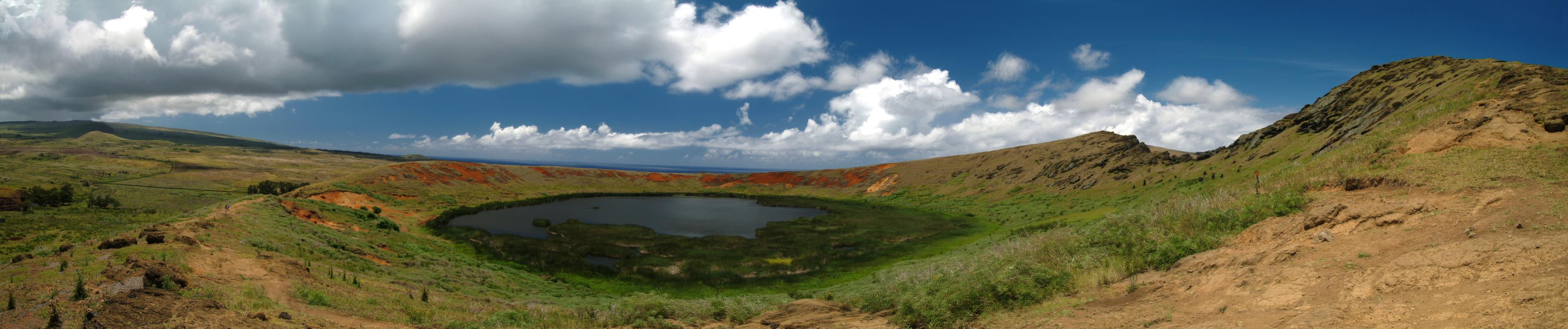
Cráter de Rano Raraku.

## Alrededores del volcán

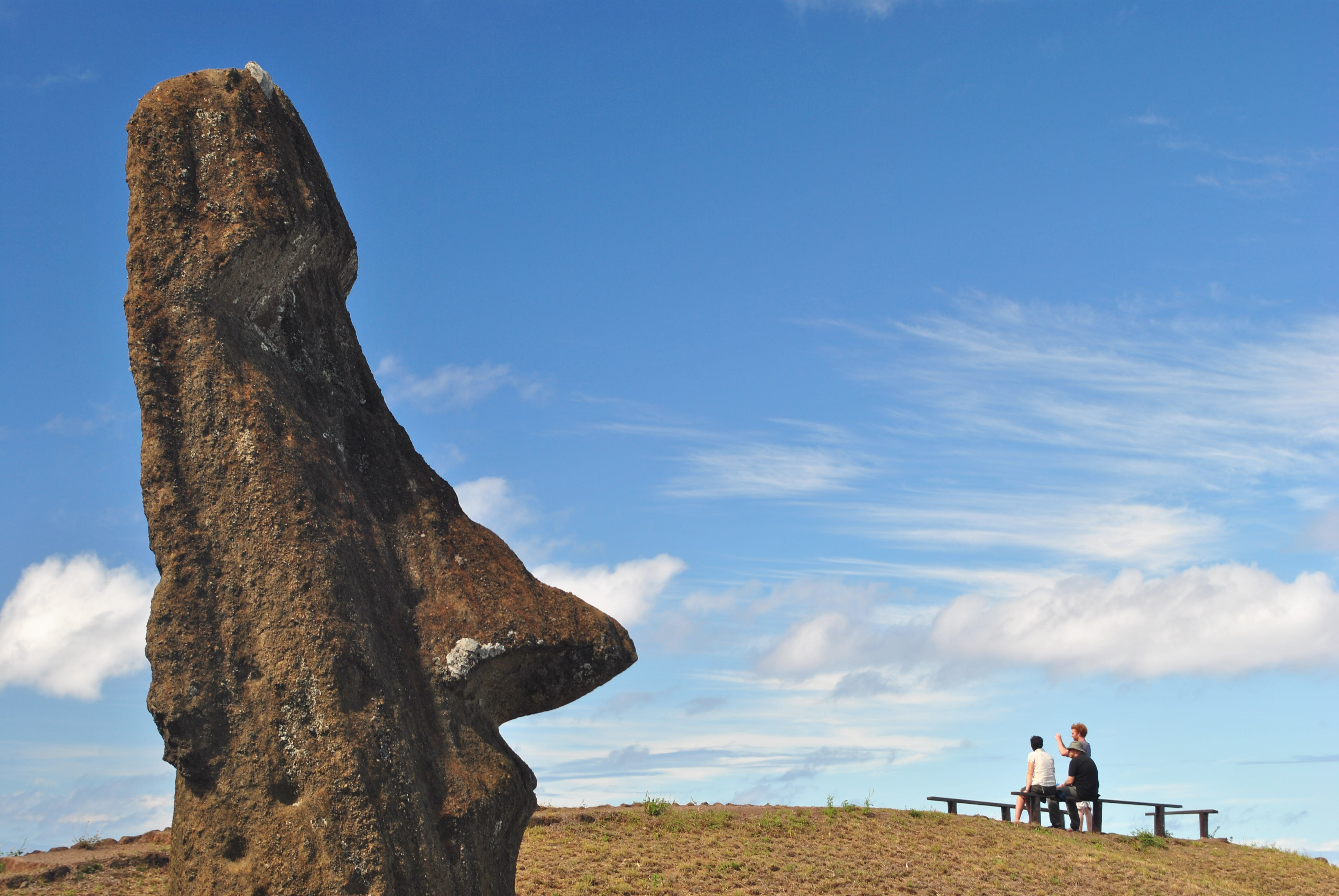
Moái en una colina cercana al volcán.

El exterior del volcán presenta un gran número de moáis aún inconclusos, algunos de enormes dimensiones. Ahí se encuentra la estatua más grande de la isla, de veintiún metros de alto, aún no desprendida de la roca base.
Desde la cumbre se puede observar gran parte de la isla, hacia el noroeste la playa de Ovahe, hacia el este la península de Poike, hacia el sureste el Motu Marotiri y el Ahu Tongariki, hacia el suroeste el Maunga Toatoa y sector de Hanga Maihiku y hacia el oeste a gran distancia el Rano Kau.
La actividad de los talladores de moáis llegó hasta la cumbre e incluso a su ladera interior, donde actualmente hay unos cuarenta moáis mirando hacia la laguna. Hacia el interior de la isla, partían sendas por donde se transportaban las estatuas hasta sus plataformas, sendas conocidas como el «camino de los moáis».